# María de León Bello y Delgado
María de León y Delgado, španska dominikanka, mistikinja in Božja služabnica iz Tenerifa (Španija), * 23. marec 1643, † 15. februar 1731, 
Znana je kot La Siervita in Sor María de Jesús. Po njej so že za čas njenega življenja zgodili mnogi čudeži. Njeno telo po smrti ni razpadlo. Je v postopku za beatifikacijo.